# 멜러니 사이크스
멜러니 사이크스(Melanie Sykes, 1970년 8월 7일 ~ )는 잉글랜드의 사회자, 모델이다.